# Nokia Lumia 928
Nokia Lumia 928 – smartfon z serii Lumia produkowany przez fińską firmę Nokia, zaprezentowany w maju 2013 roku jako następca modelu Lumia 920. Działa pod kontrolą systemu operacyjnego Windows Phone 8.1.

## Specyfikacja

### Aparat
W Lumii 928 zastosowano optykę ZEISSA z matrycą 13,2 cala o rozmiarze 8,7 megapikseli, przesłonie f2.0 wspomaganą przez autofocus, ksenonową diodę doświetlającą, technologię PureView oraz optyczną stabilizację obrazu. Aparat jest sterowany dwustopniowym spustem migawki, dysponuje również 4-krotnym zbliżeniem cyfrowym. Rozdzielczość wykonanych zdjęć to 3264 na 2448 pikseli. Filmy nagrywane tym telefonem mają jakość 1080p (Full HD).

### Wygląd
Telefon wykonano z poliwęglanu, aluminium, a także hartowanego szkła (Gorilla Glass 2) pod którym znajduje się ekran. Głośnik słuchawkowy, czujnik zbliżeniowy, czujnik oświetlenia zewnętrznego, kamerę umieszczono nad wyświetlaczem. Pod nim znajdują się trzy pojemnościowe przyciski charakterystyczne dla systemu Windows Phone, czyli wstecz, start i szukaj. Lewa krawędź i dół obudowy pozbawiona jest jakichkolwiek elementów funkcyjnych. Na prawym boku znajduje się klawisz służący do regulacji głośności, przycisk blokady ekranu (włącznik) oraz dwustopniowy spust migawki. Gniazdo minijack, wejście micro USB, slot na kartę micro SIM i mikrofon ulokowano na górnej krawędzi. Z tyłu telefonu zainstalowano aparat cyfrowy, podwójną diodę LED, mikrofon, głośnik.

### Podzespoły
Urządzenie napędza dwurdzeniowy Qualcomm Snapdragon S4 taktowany zegarem o częstotliwości 1,5 GHz. Procesor jest wspomagany 1 GB pamięci operacyjnej (RAM). Pamięć dostępna dla użytkownika to około 32 GB. Ekran zastosowany w tym telefonie ma przekątną 4,5 cala. Został wykonany w technologii AMOLED z wykorzystaniem autorskich funkcji SuperSensitive, ClearBlack oraz PureMotion HD+. Jego rozdzielczość to 1280 na 768 pikseli. Smartfon wyposażono w moduły Bluetooth, NFC i WiFi. Obsługuje również łączność LTE. Zastosowana bateria litowo-jonowa ma pojemność 2000 mAh. Możliwe jest jej bezprzewodowe ładowanie przez użycie odpowiedniej nakładki i ładowarki (Qi)).

## Oprogramowanie
Nokia Lumia 928 pracuje pod kontrolą systemu Microsoft Windows Phone 8.1 z dodatkiem Lumia Black. Preinstalowane są programy takie jak Kalkulator, Zegar, Kalendarz, Budzik, Przypomnienia, Spis telefonów, Zadania, Pokój rodzinny, Kącik dziecięcy, OneNote, Sieci społecznościowe w książce telefonicznej, Portfel. Dodatkowo smartfon wyposażono w podstawowe programy biurowe – Excel, Word, PowerPoint i Lync oraz nawigację HERE Maps oraz inne aplikacje wykorzystujące połączenie GPS i rozszerzoną rzeczywistość np. Nokia Miasto w Obiektywie. Dodatek Lumia Black umożliwia korzystanie z kilku autorskich rozwiązań Nokii – Glance, Camera, Storyteller czy Beamer. Użytkownik może dodatkowo pobierać aplikacje i gry ze sklepu Nokii bądź Marketplace.